# Lerviks järnväg
Lerviks Järnväg var en 3,3 kilometer lång järnväg med hästdrift, som förband lastplatser vid sjöarna Långban och Yngen i Värmland, omkring 1 mil nordost om Filipstad.

## Historia
Järnvägen anlades för att underlätta transporten av framför allt av malm och järn. Byggtiden var knappt två månader och banan kunde öppnas för trafik i juli 1851. Den klena spårvidden 28 verktum (som motsvarar 693 millimeter) valdes för att få lätta vagnar. De vägde endast 2 skeppund, men kunde lasta 20 skeppund malm. Med laste rullade vagnarna utför och bromsades vid behov. Efter lossning drogs de åter uppför av en häst. 
Under trafikdagar, som varade mellan klockan 3 och klockan 15, sysselsattes vanligen fem man och tre hästar och man hann med fem vändor per häst med en vagn och således 15 vagnar i vardera riktningen per dag. Antalet vagnar vid öppnandet var fem, men flera anskaffades efterhand, så att de till sist uppgick till 13 stycken. Förutom huvudgodset malm transporterades tackjärn, stångjärn, stål, takskiffer, spik, tegel, lera, verktyg, trä och spannmål.
Förslag om att dra vagnarna med ångspel eller ånglok förverkligades aldrig, utan hästdriften bestod under hela banans fyrtioåriga tillvaro. Anläggningen blev överflödig sedan Mora-Vänerns Järnväg öppnats för trafik och Lerviksbolagets anhållan hos regeringen om att få lägga ned sin järnväg beviljades och utfördes.